# Vingrau
Vingrau (katalanisch gleichlautend) ist eine französische Gemeinde mit 541 Einwohnern (Stand 1. Januar 2022) im Département Pyrénées-Orientales in der Region Okzitanien. Sie gehört zum Arrondissement Perpignan und zum Kanton La Vallée de l’Agly.

## Lage
Das Gemeindegebiet ist Teil des Regionalen Naturparks Corbières-Fenouillèdes.
Nachbargemeinden von Vingrau sind Embres-et-Castelmaure (Aude) im Norden, Opoul-Périllos im Nordosten, Salses-le-Château im Osten, Espira-de-l’Agly im Südosten, Cases-de-Pène im Süden, Tautavel im Südwesten und Paziols (Aude) im Westen und Tuchan (Aude) im Nordwesten.
Die Höhle von Arago liegt zwischen Tautavel und Vingrau.

## Bevölkerungsentwicklung
| Jahr      | 1962 | 1968 | 1975 | 1982 | 1990 | 1999 | 2013 |
| Einwohner | 639  | 563  | 490  | 475  | 426  | 469  | 634  |